# Cestrum thyrsoideum
Cestrum thyrsoideum o chipiachi es una especie de arbusto de la familia de las solanáceas.

## Descripción
Es un arbusto, que alcanza un tamaño de 50 cm a 3 m de altura, con un olor desagradable. Las hojas son más largas que anchas, con pelo finos en las nervaduras del envés. Las flores son alargadas de color anaranjadas o amarillas. Los frutos son bayas que tienen 3 a 5 semillas de color café.

## Distribución y hábitat
Es originario de México, habita en clima templado a los 2400 metros, donde está asociado a terrenos de agricultura de riego, de temporada y al bosque mixto de pino-encino.

## Propiedades
En Michoacán se le utiliza para quitar el dolor de cabeza. Con este fin se aplican las hojas a manera de emplasto. También se usa esta especie en baños para niños y en mordeduras de perro rabioso.

## Taxonomía
Cestrum thyrsoideum fue descrita por Carl Sigismund Kunth y publicado en Nova Genera et Species Plantarum (quarto ed.) 3: 63. 1818.
Etimología
Cestrum: nombre genérico que deriva del griego kestron = "punto, picadura, buril", nombre utilizado por Dioscórides para algún miembro de la familia de la menta.
thyrsoideum: epíteto del griego θυρσος que significa "como el hinojo".